# Pine Level (Florida)
Pine Level ist  ein census-designated place (CDP) im Santa Rosa County im US-Bundesstaat Florida. Das U.S. Census Bureau hat bei der Volkszählung 2020 eine Einwohnerzahl von 253 ermittelt. 

## Geographie
Pine Level liegt rund 30 km nördlich von Milton sowie etwa 50 km nördlich von Pensacola. Der CDP wird von der Florida State Road 89 durchquert.

## Demographische Daten
Laut der Volkszählung 2010 verteilten sich die damaligen 227 Einwohner auf 95 Haushalte. 93,0 % der Bevölkerung bezeichneten sich als Weiße und 1,3 % als Indianer. 2,2 % gaben die Angehörigkeit zu einer anderen Ethnie und 3,5 % zu mehreren Ethnien an. 3,1 % der Bevölkerung bestand aus Hispanics oder Latinos.
Im Jahr 2010 lebten in 40,7 % aller Haushalte Kinder unter 18 Jahren sowie 28,4 % aller Haushalte Personen mit mindestens 65 Jahren. 79,0 % der Haushalte waren Familienhaushalte (bestehend aus verheirateten Paaren mit oder ohne Nachkommen bzw. einem Elternteil mit Nachkomme). Die durchschnittliche Größe eines Haushalts lag bei 2,80 Personen und die durchschnittliche Familiengröße bei 3,22 Personen.
28,9 % der Bevölkerung waren jünger als 20 Jahre, 25,6 % waren 20 bis 39 Jahre alt, 22,0 % waren 40 bis 59 Jahre alt und 22,3 % waren mindestens 60 Jahre alt. Das mittlere Alter betrug 37 Jahre. 49,8 % der Bevölkerung waren männlich und 50,2 % weiblich.
Das durchschnittliche Jahreseinkommen lag bei 24.647 $, dabei lebten 4,8 % der Bevölkerung unter der Armutsgrenze.